# Punctoribates meridianus
Punctoribates meridianus är en kvalsterart som beskrevs av Shaldybina 1973. Punctoribates meridianus ingår i släktet Punctoribates och familjen Punctoribatidae. Inga underarter finns listade i Catalogue of Life.